# اوچ دراگ
اوچ دراگ (به لاتین: Uch Drag) یک منطقهٔ مسکونی در افغانستان است که در ولایت بدخشان (افغانستان) واقع شده‌است.